# Boucif Ouled Askeur
Boucif Ouled Askeur (en árabe: بوسيف أولاد عسكر‎) es un municipio (baladiyah) de la provincia o valiato de Jijel en Argelia. En abril de 2008 tenía una población censada de 13 416 habitantes.
Se encuentra ubicado al noreste del país, junto a la costa del mar Mediterráneo y al este de la capital del país, Argel.